# Perkowo (przystanek kolejowy)
Perkowo – przystanek kolejowy w Przemęcie, w województwie wielkopolskim, w Polsce, w pobliżu samej wsi Perkowo.

## Ruch pasażerski
| Rok  | Wymiana pasażerska na dobę |
| ---- | -------------------------- |
| 2017 | 20-49                      |
| 2022 | 20-49                      |